# Gungunum

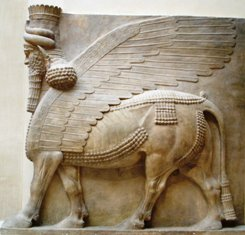
Arte asirio de Dur-Sharrukin, toro alado con cabeza humana-AO 30228

Gungunum (ca. 1936 - 1906 a. C.) fue un caudillo amorreo desde 1936 a. C., rey de Larsa, una ciudad-Estado sumeria, desde 1932 a. C. Portó el título de Rey de Sumer y Akkad. Bajo su mandato, en periodo de las invasiones amorreas sobre Mesopotamia, Larsa conquistó Ur e, incluso, Susa, convirtiéndose en una de las potencias locales inmediatamente anteriores al periodo paleobabilónico.
El origen de Gungunum fue amorreo. Su nombre, transliterado desde la escritura cuneiforme, es Gu-un-gu-nu-um. Era hijo de Samium y hermano de Zabaya, cuarto rey amorreo de Larsa, a quien sucedió convirtiéndose, a la sazón, en quinto rey amorreo de Larsa. Su reinado fue próspero en el comercio de piedras y metales preciosos, así como de marfil y cobre, entre otros. Sin embargo, los beneficios no revirtieron en la propia Larsa, sino que quedó en manos de los comerciantes. Gungunum ordenó crear canales para reforzar la agricultura y nuevas murallas en las ciudades. Algunos textos administrativos de su reinado se conservaron, reforzando y especificando el papel del Estado.
Entre los años tercero y cuarto de su reinado se enfrentó a Elam. Igualmente combatió contra Isin, otra ciudad-Estado poderosa en la época, arrebatándole Ur. Gungunum se proclamó entonces Rey de Ur. La toma de Ur, unida a la posesión de Lagash, permitió a Larsa controlar los dos mayores puertos del golfo Pérsico sumerio y reactivar el comercio marítimo con Dilmún. Mediado su reinado conquistó Susa y doblegó las ciudades de Uruk y Der. Con ello Larsa se convirtió en el mayor país de la Baja Mesopotamia, y Gungunum adoptó el título de Rey de Sumer y Akkad.
| Predecesor: Zabaya       | Rey de Larsa 1932 a. C. - 1906 a. C.          | Sucesor: Abisare |
| Predecesor: Zabaya       | Rey de Lagash 1932 a. C. - 1906 a. C.         | Sucesor: Abisare |
| Predecesor: Zabaya       | Rey de Eridu 1932 a. C. - 1906 a. C.          | Sucesor: Abisare |
| Predecesor: Lipit-Ishtar | Rey de Ur ¿1928 a. C.? - 1906 a. C.           | Sucesor: Abisare |
| Predecesor: Lipit-Ishtar | Rey de Sumer y Acad ¿1928 a. C.? - 1906 a. C. | Sucesor: Abisare |